# ヴィルヒャウルムル・ヴィルムンダルソン
ヴィルヒャウルムル・ヴィルムンダルソン（アイスランド語: Vilhjálmur Vilmundarson、1929年4月17日 - ）は、アイスランドの陸上競技選手。1948年ロンドンオリンピックの男子砲丸投げに出場したが、予選敗退した。